# Tổng cục Hải quan (Trung Quốc)
Tổng cục Hải quan (GAC; tiếng Trung: 海关总署; bính âm: Hǎiguān Zǒngshǔ) là một cơ quan hành chính cấp bộ thuộc chính phủ Cộng hòa Nhân dân Trung Hoa. Tổng cục chịu trách nhiệm thu thuế giá trị gia tăng (VAT), thuế quan, thuế tiêu thụ đặc biệt và các loại thuế gián thu khác như thuế hành khách hàng không, thuế biến đổi khí hậu, thuế phí bảo hiểm, thuế bãi rác và thuế tổng hợp. Nó cũng chịu trách nhiệm quản lý xuất nhập khẩu hàng hóa và dịch vụ vào Trung Quốc đại lục. Cục trưởng hiện nay là Du Kiến Hoa, được bổ nhiệm vào tháng 5 năm 2022, kế nhiệm Nghê Nhạc Phong.

## Biểu tượng hải quan
Biểu tượng được thiết kế bởi một nhân viên hải quan tên là Trần Thiết Bảo (陈铁保) vào năm 1951. Biểu tượng bao gồm một chiếc chìa khóa vàng và chiếc trượng của Hermes, đan chéo vào nhau. Biểu tượng chính thức thông qua vào ngày 1 tháng 10 năm 1953. Biểu tượng không được sử dụng từ năm 1966 đến năm 1985, vì được coi là "quá tư bản".